# خبرگزاری بلغارستان
خبرگزاری بلگا (انگلیسی: Bulgarian News Agency) (مخفف انگلیسی: BTA)، خبرگزاری رسمی کشور بلغارستان است. 
این خبرگزاری در سال ۱۸۹۸  تاسیس شده است و از این بابت یکی از خبرگزاری های قدیمی در اروپا محسوب می شود. 
از فوریه ۲۰۲۲، دسترسی به اخبار این خبرگزاری برای تمام رسانه های بلغارستان رایگان است.
این خبرگزاری عضو اتحادیه خبرگزاری های کشورهای اروپایی (EANA)، اتحادیه خبرگزاری های بالکان و اتحادیه خبرگزاری های دریای سیاه است. 